# 孤島パズル
『孤島パズル』（ことうパズル）は有栖川有栖が1989年に発表した推理小説。「学生アリスシリーズ」の長編2作目である。

## 解説
本作から有馬麻里亜（マリア）が「学生アリスシリーズ」のレギュラーメンバーに加わる。同シリーズではクローズド・サークル物の事件が定番であり、本作では嵐で陸と断絶した孤島が舞台となる。また、同シリーズはエラリー・クイーンの影響を受け、全長編作品にクイーンの「国名シリーズ」に倣（なら）って「読者への挑戦」が挿入されており、本作では第5章と第6章の間に挿入されている。
「このミステリーがすごい!」1989年16位、「東西ミステリーベスト100」2012年版の国内編95位。

## あらすじ
英都大学推理小説研究会の新入部員・有馬麻里亜（マリア）の伯父・竜一の別荘「望楼荘」がある南の島・嘉敷島のどこかに、マリアの祖父・鉄之助が遺した時価5億円相当のダイヤモンドが眠っており、その隠し場所を示す手がかりは、宝の地図と鉄之助の遺言状に記された「進化するパズルを解いたものがダイヤモンドの相続人となる」という言葉だけだという。マリアから別荘に誘われた江神二郎と有栖川有栖（アリス）は、宝捜しを兼ねて1週間のバカンスを楽しみに島を訪れる。
南の島での夏休みをマリアの親類縁者たちとともに楽しく過ごす3人だったが、2日目、折り悪しく接近してきた台風のため全員が別荘で待機していた夜、竜一の義兄・牧原完吾と、完吾の娘・須磨子がライフルで撃たれて殺されてしまった。ライフルは室内に見つからず、ドアには掛け金が掛かり窓は施錠された状態の密室であった。しかも無線機が壊され、連絡船もあと3日間は来ない絶海の孤島という閉鎖状況の中、4日目、望楼荘がある満ち潮岬と湾を挟んで向かいの引き潮岬にある「魚楽荘」で、画家の平川がライフルで撃たれて殺されているのが発見される。アリスたち一行は、この連続殺人の謎に挑む。

## 登場人物
- 有馬麻里亜（マリア） - 英都大学法学部2回生
- 有馬鉄之助 - マリアの祖父
- 有馬竜一 - マリアの伯父
- 有馬英人 - 竜一の長男
- 有馬礼子 - 竜一の養女
- 有馬和人 - 竜一の二男
- 牧原完吾 - 竜一の義兄
- 牧原須磨子 - 完吾の娘
- 牧原純二 - 須磨子の夫
- 犬飼敏之 - 竜一の異母弟
- 犬飼里美 - 敏之の妻
- 園部祐作 - 医師
- 平川至- 画家
- 江神二郎 - 英都大学文学部4回生
- 有栖川有栖（アリス） - 英都大学法学部2回生

## 書誌情報
- 1989年7月、東京創元社、ISBN 978-4-488-01232-8
- 1996年8月、創元推理文庫、ISBN 978-4-488-41402-3

## 漫画
鈴木有布子の作画で漫画化された。単行本第1巻には「ハードロック・ラバーズ・オンリー」、第2巻には「瑠璃荘事件」、第3巻には「壁抜け男の謎」が併録されている。
- 鈴木有布子（漫画）・有栖川有栖（原作） 『孤島パズル』 マッグガーデン〈コミックアヴァルス〉、全3巻
  1. 2009年1月発売、ISBN 978-4861275784
  2. 2009年2月発売、ISBN 978-4861275951
  3. 2009年3月発売、ISBN 978-4861276088

## オーディオブック

### audiobook版
2018年4月15日より、audiobook.jpで配信された。ナレーターは相濱快斗、佐野翔子、脇野星、松平真之介、伊藤美穂、田沼裕基、世田壱恵、葉瀬ふみの、渡辺一茂、染谷宏昭、葉瀬ふみの、佐々木貴久、酒井裕子。

### kikubon版
2019年11月21日より、kikubonで配信された。朗読は下山吉光、箸本のぞみ。